# Цілинна ділянка Могили
Цілинна ділянка Могили (охоронна зона 30 м) — ботанічний заказник місцевого значення. Об'єкт розташований на території Вільнянського району Запорізької області, на північний захід від села Терсянка.
Площа — 6 га, статус отриманий у 1992 році.